# Рафаэль, Луи
Луи Рафаэль (фр. Louis Raphaël; 1856, Марсель — 1919, Марсель) — французский шашист, один из сильнейших во Франции конца XIX — начала XX века.

## Спортивная биография
В шашечную элиту Франции Луи Рафаэль вошёл по результатам международного турнира в Париже 1894 года, где он поделил 1-3 места с Луи Бартелингом и Анатолем Дюссо. Предполагалось провести дополнительное соревнование между тремя победителями, но занятость игроков не позволила это сделать, и единоличный победитель так и не был выявлен. Турнир по своему значению часто приравнивается к неофициальному чемпионату мира своего времени, и победа в нём так и осталась главным спортивным достижением Рафаэля. В том же 1994 году Рафаэль занял первое место в турнире в Лионе. В следующем крупном международном турнире в 1895 году в Марселе Рафаэль занял второе место позади Леклерка, но впереди Вейса и Бартелинга. Второе место Рафаэль завоевал и в амьенском турнире 1899 года, уступив первое место Вейсу, но опередив Бартелинга, Дюссо и Леклерка. По регламенту турнира его участники имели право вызвать победителя на матч из трёх партий. Рафаэль воспользовался этим правом, но проиграл матч Вейсу со счётом −2=1. Этот матч положил начало целой серии матчей между Вейсом и Рафаэлем. В марте 1901 года Рафаэль добивается в матче с Вейсом ничьей (+2-2=6). В 1904 и 1908 годах Рафаэль проигрывает Вейсу два коротких матча с сухим счётом, но в декабре 1909 года Рафаэль буквально даёт Вейсу бой в длинном матче из 16 партий. Ход матча был драматичным до предела. Выиграв первую и третью партию, Вейс вышел вперёд. Но затем, начиная с седьмой, Рафаэль выигрывает подряд пять партий. Теперь волевые качества пришлось проявлять Вейсу, и он выигрывает 12, 14 и 15 партии, сравнивая счёт. После последней партии равновесие не нарушилось: +5-5=6. Матч стал последним заметным спортивным успехом Рафаэля, если не считать побед в региональных гандикапах. В 1910 году Рафаэль в чемпионате Франции разделил с Фабром 5-6 места при семи участниках.

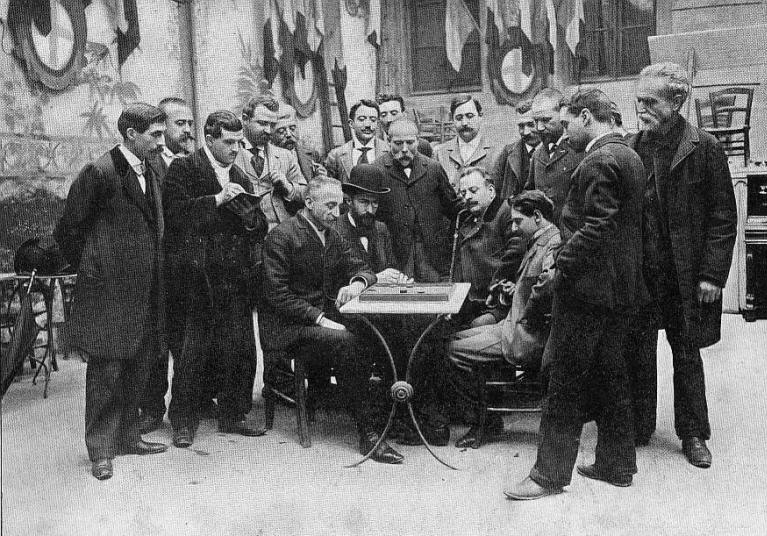
Матч Рафаэль (за столом слева) - Вейс (за столом справа); Марсель, март 1901 года

Луи Рафаэль приложил много труда в развитии теории шашечной игры. Им исследован целый ряд начал в шашечной партии.

## Количество партий
| Период    | Количество партий | + | −  | =  |
| --------- | ----------------- | - | -- | -- |
| 1894—1910 | 32                | 9 | 13 | 10 |

## Результаты личных встреч с сильнейшими шашистами
| №  | Противник       | Период встреч | Количество партий | + | − | = |
| -- | --------------- | ------------- | ----------------- | - | - | - |
| 1  | Луи Бартелинг   | 1894          | 2                 | 2 | 0 | 0 |
| 2  | Гастон Буден    | 1894          | 1                 | 0 | 1 | 0 |
| 3  | Марсель Боннар  | 1910          | 2                 | 0 | 1 | 1 |
| 4  | Мариус Фабр     | 1907—1910     | 3                 | 0 | 2 | 1 |
| 5  | Анатоль Дюссо   | 1894          | 2                 | 2 | 0 | 0 |
| 6  | Эжен Леклерк    | 1895—1899     | 3                 | 1 | 1 | 1 |
| 7  | Альфред Молимар | 1910          | 2                 | 0 | 1 | 1 |
| 8  | Леонар Оттина   | 1910          | 2                 | 1 | 0 | 1 |
| 9  | Поль Сонье      | 1910          | 2                 | 1 | 0 | 1 |
| 10 | Исидор Вейс     | 1899—1910     | 9                 | 1 | 5 | 3 |